# Диренфурт, Вальдемар
Вальдемар Диренфурт (нем. Waldemar Dyhrenfurth; 11 сентября 1849, Хермсдорф-ан-дер-Кацбах — 10 мая 1899, Вроцлав) — немецкий юрист и литератор, создатель образа Бонифациуса Кизеветтера.

## Биография
Сын помещика. Среди предков — немцы и евреи.
С 1868 года изучал право в Силезском университете им. Фридриха Вильгельма. Член студенческих корпораций «Боруссия Бреслау», «Лузация Бреслау», получил пивное прозвище «Blondel». Участвовал в 18 поединках на шпагах.
В 1870—1871 годах участвовал во франко-прусской войне.
Служил судьей, затем прокурором в Щецине и городах Силезии (Beuthen, Gleiwitz, Liegnitz,Breslau). Рано выйдя на пенсию из-за болезней (1897), произвел ряд эксцентрических действий: выпустил визитные карточки, именуя себя «прокурором anno Domini и диабетики», и объявил о своей смерти через похоронные извещения, которые он напечатал задолго до ухода («Покидая так называемую жизнь, я сердечно приветствую всех друзей и знакомых! С просьбой сохранить как хороший сувенир память о почтительном и преданном Вальдемаре Кизеветтере, называемом Бонифациус. Современник, согражданин и обладатель многих прекрасных воспоминаний»).
Двоюродный дядя альпиниста Гюнтера Оскара Диренфурта.

## Творчество
Переводчик эссе Монтеня.
Вдохновляясь аурой скабрезностей, характерной для студенческой среды его времени и содержащей в своей основе пафос допущенных обществом вольностей, создал образ Бонифациуса Кизеветтера и отождествлял себя с ним как со своим альтер эго. Утверждая, что с немецкой литературы «должны быть сняты штаны излишней щепетильности», придумал героя, студента-медика, шутника и проказника, «поросенка», сыплющего непристойными остротами и не сдерживающего себя цензурными лексическими ограничениями. Живя в Губене, раз в четыре недели обменивался со своим однокашником-собратом по корпорации Максом Мюллером почтовыми посланиями, открытая часть которых содержала стишки комического содержания о похождениях Бонифациуса, иногда сопровождавшиеся игровой моралью. Стихотворения получили хождение и приобрели успех, образ Бонифациуса «пошел в народ» и был растиражирован анонимными сочинителями.
Сложилась поэтическая форма стихов Бонифациуса Кизеветтера, она устойчива и предполагает шестистрочную историю и двустрочную псевдо-мораль. Иногда о Бонифациусе в стихах рассказывает внукам бабушка холодными зимними вечерами, как о «самой большой свинье в стране». Иногда в стихи вмешивалась злоба дня, они становились стихами на актуальную тему. Бонифаций выступает в качестве представителя истеблишмента в Германской империи на различных должностях: в качестве студента, юриста, государственного служащего и офицера. Он вращается в аристократических кругах. Баронесса или графиня Циглер часто упоминается как его сексуальный партнер. Хулиган Бонифациус во всех вариантах нарушает социальные табу, в том числе в сфере секса, гадит людям, обладающим общественным весом и ведущим себя благопристойно, но вывод, предлагаемый в стихотворении, не содержит его осуждения или одобрения его действий, а представляет собой комическую философему. Это поэзия карикатуры на общественные условности и ханжескую мораль в Германии конца XIX — начала ХХ вв.

## Резонанс
Стихи были очень популярны, и не столько в простонародье, сколько у людей с университетским образованием. Они обрели свою харизму благодаря контрасту между общественной известностью действующих лиц и возмутительным, непристойным характером их предполагаемого поведения: иметь дело с фекалиями и сексуальностью — нарушаемое ими табу.
Э. М. Ремарк, по свидетельству мемуаристки Рут Мартон, придумал себе прозвище Бони и подписывал им письма друзьям и женщинам, которых любил, вдохновляясь образом Бонифациуса Кизеветтера:
```
"Во время нашей первой встречи за ленчем в Беверли-Хиллз я спросила, откуда взялось прозвище Бони. 
До сих пор вижу хитрую усмешку в его глазах. 
— От Бонифация Кизеветтера, естественно, — ответил он. 
Я не имела ни малейшего представления о том, кто такой этот господин Кизеветтер, но была настолько молода, что не решилась признаться в своем невежестве. Я, конечно, тотчас позабыла это странное имя, но слово «Бонифаций» крепко запало мне в память. 
Теперь-то я знаю, что Бонифаций Кизеветтер — это почти мифическая фигура, герой фольклора, «первоклассный лекарь, который охотно сыпал непристойностями». 
Как я узнала потом, как-то раз еще в двадцатые годы в ответ на вопрос хорошенькой брюнетки, за которой он приударил: «Как тебя зовут?», он смеясь ответил: «Бонифаций Кизеветтер». Мне кажется поразительным, что этот человек, который мог быть до бестактности прямым и употреблять в речи грубые словечки, в моем присутствии ни разу не произнес непристойности. 
Свои письма и записки, адресованные мне, он подписывал «Бони» или «Твой старый папа»"
[
3
]
. 
```

Тексты анекдотического содержания, добавленные к оригинальным стихам Диренфурта, как стихи народных песен, сохраняют популярность в непубличных аудиториях, среди солдат, рабочих, водителей и др.
В 1968 году был создан немецко-итальянский эротический фильм с заглавным персонажем Бонифациусом Кизеветтером о визитах в бордель студента-медика из Бонна.